# Liste des îles des Pays-Bas
Cet article liste les îles appartenant aux Pays-Bas.

## Îles de la Frise-OccidentaleetÎles de la Frise
- Ameland
- Engelsmanplaat
- Griend
- Noorderhaaks
- Richel
- Rif
- Rottumerplaat
- Rottumeroog
- Schiermonnikoog
- Simonszand
- Terschelling
- Texel, intégrant l'ancienne île d'Eierland
- Vlieland
- Zuiderduintjes

## Îles de la Hollande-Méridionale
- Île de Dordrecht
- Goeree-Overflakkee
- Hoeksche Waard
- Rozenburg
- Tiengemeten
- Voorne-Putten
- IJsselmonde
- Zwijndrechtse Waard

## Îles de Zélande
- Schouwen-Duiveland
- Neeltje Jans (île artificielle)

## Îles artificielles deslacs de bordureduFlevoland
- Dans l'Eemmeer : Dode Hond
- Dans le Gooimeer : Huizerhoef et De Schelp
- Dans le Ketelmeer : Hanzeplaat, Schokkerbank et IJsseloog
- Dans le Wolderwijd : De Biezen et De Zegge

## Îles antillaises
- Aruba
- Antilles néerlandaises qui regroupent les îles suivantes :
  - Bonaire et Klein Bonaire
  - Curaçao et Klein Curaçao
  - Saba
  - Saint-Eustache
  - Saint-Martin (partie méridionale)

## Anciennes îles

### Zélande
- Beveland-du-Nord
- Beveland-du-Sud
- Sint Philipsland
- Tholen
- Walcheren
- Wolphaartsdijk

### Zuiderzee
- Marken
- Schokland
- Urk
- Wieringen